# Великий Момський полій
Великий Момський полій (Улахан-Тарин) — найбільший полій у світі. Розташований у східній частині Республіки Саха, витягнувшись на 26 км вздовж русла річки Мома, правої притоки Індигірки. Її площа більше 100 км2, товщина від 3 до 8 м, загальний об'єм близько 0,5 км3. Лежить на території Момського природного парку у Момо-Селенняхській западині.